# Holubia saccata
Holubia saccata är en sesamväxtart som beskrevs av Daniel Oliver. Holubia saccata ingår i släktet Holubia och familjen sesamväxter. Inga underarter finns listade i Catalogue of Life.